# Leoni Ramos
Carolino de Leoni Ramos (Cachoeira, 15 de junho de 1857 — Niterói, 20 de março de 1931) foi um advogado, juiz e político brasileiro.

## Biografia
Formou-se na Faculdade de Direito do Recife, em 1879, exerceu a advocacia desde o cargo de promotor até o de Ministro do Supremo Tribunal Federal, chegando a exercer a presidência do órgão até um pouco antes de seu falecimento. Como político, foi vereador das cidades de Valença e Niterói, e prefeito da última. Não exerceu nenhuma obra de vulto no curto espaço de tempo em que esteve na prefeitura, se atendo apenas a concluir as obras iniciadas por seu antecessor. Comandou a municipalidade no final do governo de Nilo Peçanha como presidente da província do Rio de Janeiro.
Exerceu o cargo de Chefe de Polícia do antigo Distrito Federal (na cidade do Rio de Janeiro), de junho de 1909 até novembro de 1910.
Em Niterói, o antigo Largo do Palacete - que possuía esta denominação por ter existido ali um palacete onde abrigou D. João VI - outrora denominado Largo de São Domingos, recebe oficialmente o nome de "Praça Leoni Ramos", em homenagem ao prefeito que terminou obras de melhorias naquele logradouro.